# ژان میشل ویلموت
ژان میشل ویلموت (فرانسوی: Jean-Michel Wilmotte‎؛ زادهٔ ۱۹۴۸) یک معمار، و طراح اهل فرانسه است. از جمله آثار وی می‌توان به ورزشگاه آلیانز ریویرا اشاره کرد.